# 르노삼성대로
르노삼성대로(Renault samsung-daero)는 부산광역시 강서구 신호동 르노코리아자동차 부산공장과 명지동 명지 나들목을 잇는 부산광역시의 도로이다. 신호동 시점에서 명호 나들목까지 구간은 부산광역시도 제77호선, 명호 나들목에서 명지 나들목까지 구간은 부산광역시도 제31호선에 속한다.

## 역사
- 2016년 8월 1일 : 명지동진지하차도 개통[1]

## 주요 경유지
부산광역시
- 강서구 신호동 - 명지동

## 노선
- 연한 분홍색(■): 부산광역시도 제77호선 구간
- 연한 파란색(■): 부산광역시도 제31호선 구간

| 이름                  | 접속 노선                                                   | 소재지              | 소재지              | 비고                          |
| 녹산산업대로와 직결   | 녹산산업대로와 직결                                         | 녹산산업대로와 직결 | 녹산산업대로와 직결 | 녹산산업대로와 직결           |
| --------------------- | ----------------------------------------------------------- | ------------------- | ------------------- | ----------------------------- |
| 신호하수처리장        | 신호산단1로                                                 | 부산광역시          | 강서구              |                               |
| 르노코리아자동차 정문 | 신호산단2로                                                 | 부산광역시          | 강서구              |                               |
| 르노코리아자동차 남문 | 신호산단1로                                                 | 부산광역시          | 강서구              |                               |
| 76호광장 교차로       | 부산광역시도 제7709호선 (화전산업대로)                      | 부산광역시          | 강서구              |                               |
| 신호대교              |                                                             | 부산광역시          | 강서구              |                               |
| 명지지하차도          | 명지오션시티4로                                             | 부산광역시          | 강서구              |                               |
| 명호 나들목           | 부산광역시도 제77호선 (을숙도대로)                          | 부산광역시          | 강서구              | 상행 진입 불가 하행 진출 불가 |
| 명호사거리            | 명지오션시티1로                                             | 부산광역시          | 강서구              |                               |
| 명지동진지하차도      | 명지국제8로                                                 | 부산광역시          | 강서구              |                               |
| 명호교                |                                                             | 부산광역시          | 강서구              |                               |
| 명지 나들목           | 국도 제2호선 국도 제77호선 부산광역시도 제10호선 (낙동남로) | 부산광역시          | 강서구              |                               |
| 공항로와 직결         |                                                             |                     |                     |                               |

## 주요 건물 및 시설
- 르노코리아자동차 부산공장 (부산광역시 강서구 르노삼성대로 61)